# Grigori Sandler
Pour les articles homonymes, voir Sandler.
Grigoriy Moiseevich Sandler (Григорий Моисеевич Сандлер), né le 21 aout 1912 dans le village d'Ostrovno (dans le gouvernement de Vitebsk, mort à Saint-Pétersbourg le 1er janvier 1994, est un chef de chœur russe de l'ère soviétique.

## Biographie
À partir de 1928, Grigori Sandler vit à Moscou, où il travaille dans une usine de fabrication de caoutchouc. Il étudie à l'école de musique et au Conservatoire de Moscou, notamment sous la direction de Chesnokov. 
Pendant la Seconde  Guerre mondiale, il se bat sur les hauteurs de Poulkovo, à proximité de Leningrad. Il participe à la défense et à la résistance lors du siège de la capitale par l'armée allemande, où il est grièvement blessé deux fois. Dans le même temps, son père est tué dans le ghetto juif de Vitebsk, et ses deux frères meurent sur le front.
Après sa démobilisation, il termine ses études au Conservatoire de Leningrad dans la classe de G. Dmitrevsky, tout en dirigeant le chœur des cadets de l'Académie de médecine navale. 
En 1949, Sandler fonde le chœur d'étudiants de l'Université d'État de Leningrad, dont il assure la direction durant 45 ans, et qu'il porte à un haut niveau de perfection. Le répertoire de ce chœur comprend les oratorios de Haendel et la Fantaisie chorale op. 80 de Beethoven, mais également des œuvres modernes de compositeurs russes. 
En 1954, il devient le directeur artistique de la chorale de la Radio & Télévision de Leningrad, qu'il dirige jusqu'en 1987. Cette chorale enregistre plus de 20 disques de musique russe et mondiale a cappella sous sa direction.
En 1967, Sandler dirige la création en URSS de Carmina Burana de Carl Orff.
Il meurt au début de l'année 1994. Il est enterré au cimetière orthodoxe Volkovko de Saint-Pétersbourg.

## Discographie

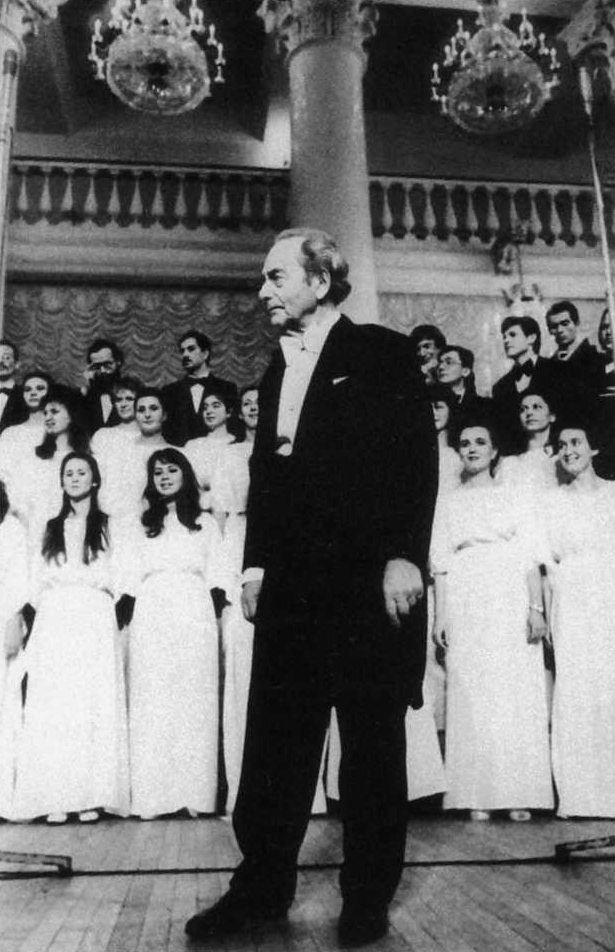
Grigori Sandler lors de l'un de ses derniers concerts avec le chœur de la Radio & Télévision de Leningrad.

La collaboration de Grigori Sandler avec le chœur de la Radio & Télévision de Leningrad (Хор Ленинградского радио и телевидения) a donné lieu à une production assez abondante sur CD, parmi lesquels il faut citer :
- Chœurs sur des poèmes de Pouchkine (Хоры на стихи Пушкина) de Dargomyjski, Arensky, Taneïev, Kalinnikov, Shebalin, Sviridov, Martinov et Rodion Shchedrin,
- Chostakovitch, Dix Poèmes sur des textes de poètes révolutionnaires (10 поэм), op.88. Sviridov, 7 chœurs (7 хоров), Taneïev, 12 chœurs (12 хоров),
- César Franck, Messe en La, op.12. Sergueï Taneïev, Cantate de Saint-Jean Damascène (Кантата Иоанн Дамаскин),
- Anthologie de la musique chorale russe a cappella (Антология русской хоровой музыки a cappella, 2CD) comprenant des œuvres de Glinka, Dargomyjski, Tchaïkovski, Ippolitov-Ivanov, Gretchaninov et Chesnokov,
- Œuvres chorales de compositeurs soviétiques (Хоры a cappella советских композиторов, 2CD),
- Œuvres chorales de compositeurs européens et américains (Хоры a cappella западноевропейских и американских композиторов, 2CD) de Mozart à Debussy, Ravel, Hindemith et Villa-Lobos,

- Chansons populaires (Народные песни) a cappella russes, ukrainiennes, biélorusses, arméniennes, géorgiennes, lituaniennes, lettones, estoniennes et moldaves (2CD) :

## Hommage
L'astéroïde (4006) Sandler, découvert en 1972, a été nommé en son honneur.